# Eric Sundborg
Johan Erik (Eric) Wilhelm Sundborg född 7 mars 1859 i Klara församling i Stockholm, död 10 augusti 1933 i Täby, Stockholms län, var en svensk skådespelare.
Sundborg spelade en mängd mindre roller på Dramaten mellan 1911 och 1928.

## Filmografi
- 1924 – Sten Stensson Stéen från Eslöv

## Teater

### Roller
| År   | Roll                | Produktion                                         | Regi          | Teater                |
| ---- | ------------------- | -------------------------------------------------- | ------------- | --------------------- |
| 1909 | Amiral Carlisle     | Lady Frederick W. Somerset Maugham                 | Axel Hansson  | Lady Frederick-turnén |
| 1919 | Loots               | Fanvakt Otto Rung                                  | Tor Hedberg   | Dramaten              |
| 1921 | Villeroy            | Hemkomsten Robert de Flers och Francis de Croisset | Karl Hedberg  | Dramaten              |
| 1921 | Pettersson, rättare | Svenskt folk Ivar Thor Thunberg                    | Gustaf Linden | Dramaten              |
| 1923 | Andersen            | Kära släkten Gustav Esmann                         | Tor Hedberg   | Dramaten              |